# Éditions Michalon
Les Éditions Michalon sont une maison d’édition française fondée en 1995 par Yves Michalon, ancien vice-président d'Euro RSCG et militant associatif[réf. souhaitée].

## Détails
La maison compte plus de 500 titres au catalogue, dont voici certains des auteurs : Emil Cioran (entretien avec Gabriel Liiceanu), Danièle Sallenave, Ismail Kadare, Pierre-André Taguieff, Ted Stanger, Raphaël Draï, Dominique Thomas, Jean Leonetti, Benjamin Stora, Grégory Auda, Azadeh Kian, Etienne Liebig, Serge Guérin, François Miquet-Marty, Gilles Cosson, Christophe Gavat, Marc La Mola, Ferhat Mehenni Michel Aglietta, Samir Amghar, Rachel Mwanza, Jean-Luc Romero-Michel, Marie-Hélène Lahaye, Louis de Gouyon Matignon… pour les documents et essais. Et pour la littérature : Abdelkader Djemaï, François Rosset, Éric Vuillard, Anne-Véronique Herter, Claire Cros, Alexandre Tuzi.
L'une de ses collections emblématiques est le bien commun, fondée par le magistrat Antoine Garapon et dirigée à compter de 2021 par la magistrate et écrivain Adeline Baldacchino qui en confirme et renouvelle l'ambition: "Elle accueille des biographies intellectuelles consacrées à tous ceux, philosophes et juristes, penseurs et artistes, classiques ou inclassables, qui nous donnent les moyens de mieux comprendre la place de l'homme dans la cité, son rapport à l'idée de justice, à la forme démocratique, à la beauté et à tout ce qui fait politique. contribuer à une meilleure compréhension des différentes visions du bien commun, laisser de la place à l'imagination, voire à l'utopie, et de manière générale devenir une référence pour tous ceux qui rêvent d'accéder à la pensée d'un intellectuel, classique ou plus contemporain. Sur la ligne de crête entre connaissance approfondie de l’œuvre et décryptage enthousiaste, recherchant le juste équilibre entre ferveur et analyse critique, les volumes de cette collection offrent tous un point de vue singulier, comme autant de mains tendues vers le lecteur pour l'accompagner dans l'exploration d'une œuvre."

## Histoire
La société est placée en redressement judiciaire le 22 avril 2009, cédée le 16 novembre 2009, placée en liquidation judiciaire le 12 avril 2010 puis radiée le 3 novembre 2011. 
En 2012, elle est rachetée par les Éditions L'Harmattan qui fondent alors Yves Michalon Editions. Yves Michalon reste responsable éditorial de la nouvelle structure et maintient sa totale indépendance éditoriale  : « Nous sommes contents de ce rachat, qui va nous permettre de développer notre marque et notre fonds en totale autonomie par rapport à l'Harmattan », déclare-t-il. 
Le 18 juin 2020, l'éditeur annonce, via une dépêche AFP, son départ de sa maison d'édition en raison d'une longue maladie. 
Le 9 mars 2022, Yves Michalon est mort à l'âge de 77 ans, a annoncé la maison d'édition qui porte son nom. Anne Leclercq en assume désormais la direction éditoriale. 